# Canon FP

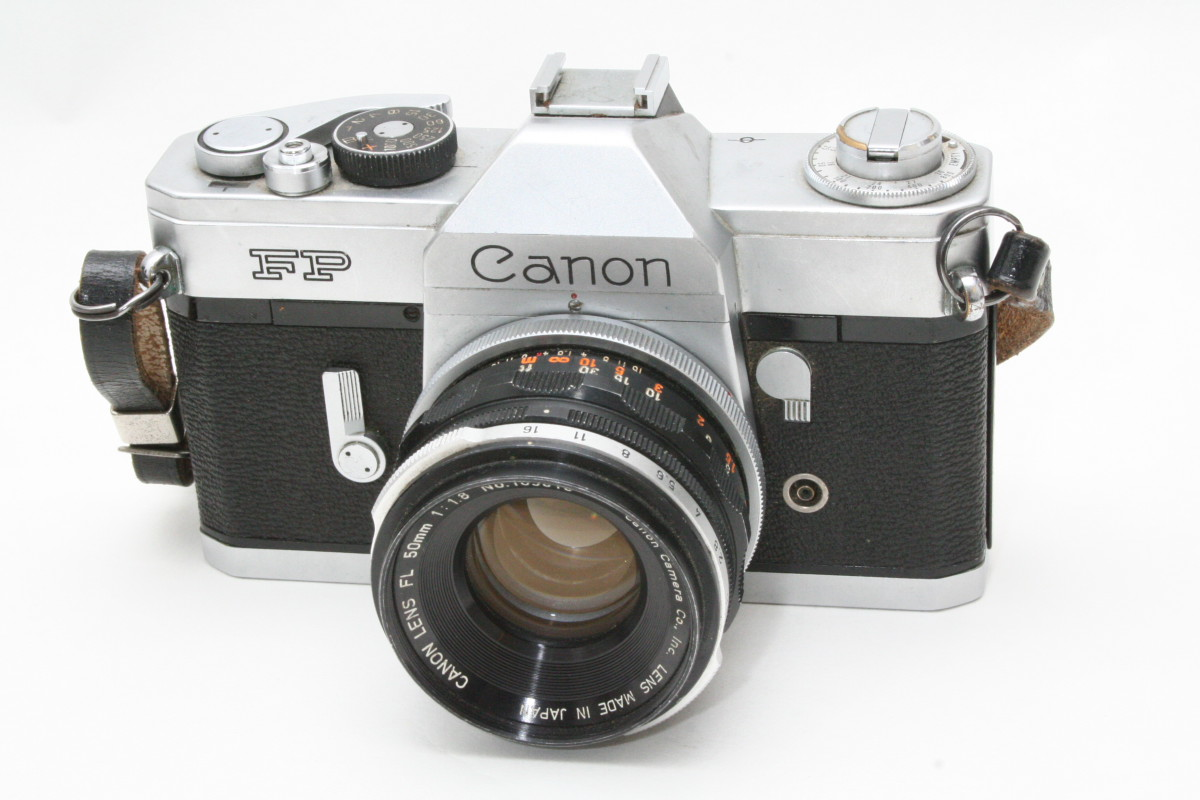

Canon FP är en tidig systemkamera från Canon. Kameran började tillverkas 1964 och kom även i en version med ljusmätare, vilken då kallades Canon FX.